# Olteț (Fluss)
Der Olteț ist ein rechter Nebenfluss des Olt (Alt) in Rumänien. Er entspringt im Kreis Gorj und durchfließt den Kreis Vâlcea und den Kreis Olt.

## Geografie
Der Olteț entspringt in den Munții Căpățânii in der Nähe des Passes Curmătura Oltețului in den Südkarpaten. Er fließt in südlicher Richtung ab, an den Städten Bălcești, Balș und Osica de Sus vorbei und mündet auf der Höhe von Fălcoiu in den Olt.
Die Länge des Olteț beträgt 185 km; sein Einzugsgebiet wird mit 2474 km² angegeben, der mittlere Abfluss mit 12,8 m³/s.